# Імре Шинкович

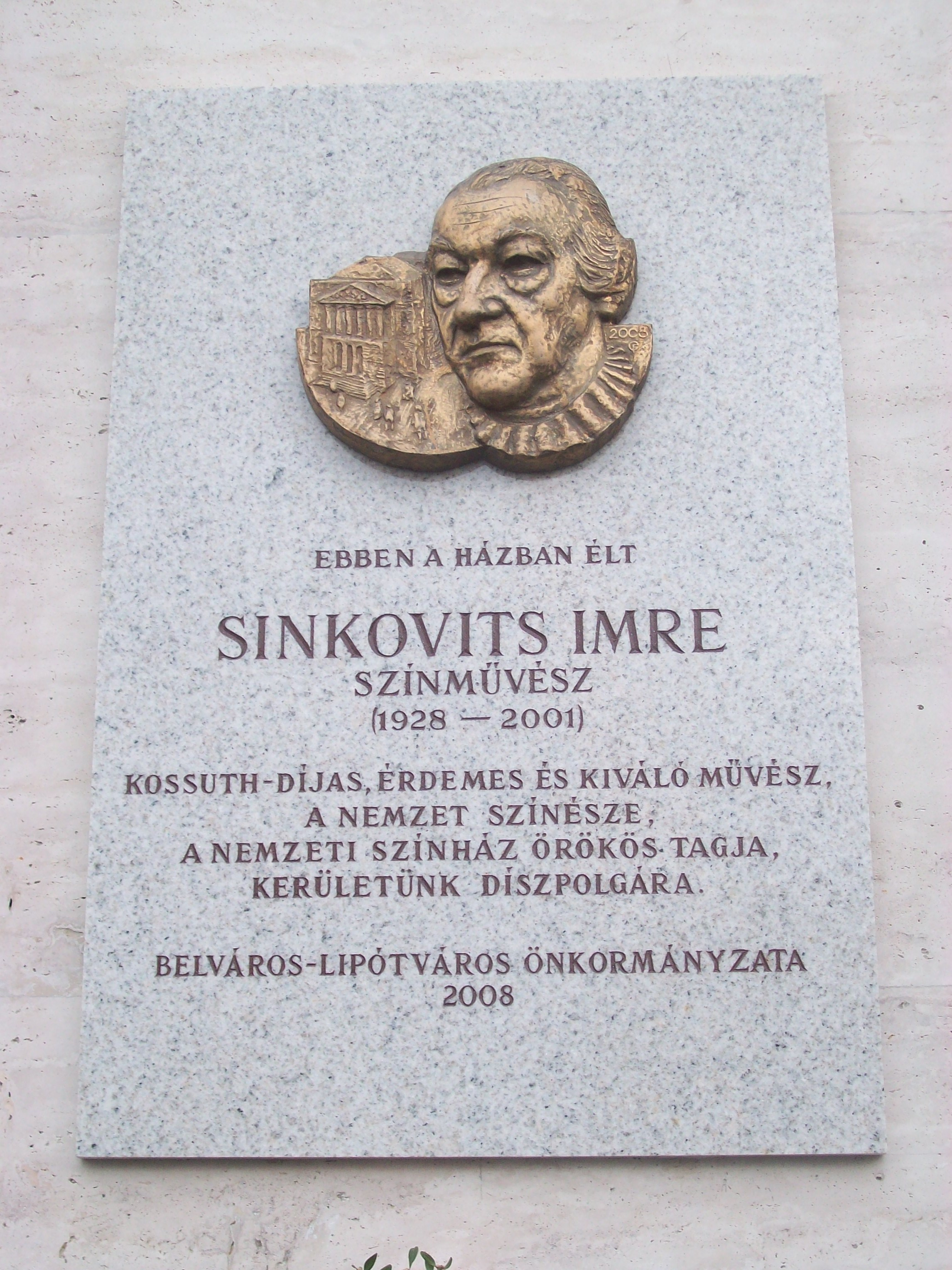
Меморіальна дошка Імре Шинковичу на будівлі Пештського угорського театру на площі Петефі в Будапешті

Імре Шинкович (угор. Sinkovits Imre; 21 вересня 1928, Будапешт — 18 січня 2001, Будапешт) — угорський актор театру і кіно. Народний артист Угорщини. Лауреат Національної премії імені Кошута (1966). Двічі лауреат державної премії в галузі театрального мистецтва імені Марі Ясаї (1955, 1962).

## Біографія
Грати на сцені почав зі шкільної лави. На професійній сцені дебютував в 1948. З 1949 до 1956 грав на сцені Національного театру в Будапешті. У 1951 закінчив інститут театру і кіно.
Під час повстання в Угорщині в жовтні 1956 виступив з патріотичними віршами Петефі на центральній площі Будапешта перед 20 000 натовпом. Цей акт відкритого молодіжного протесту через кілька годин став однією з причин загальнонаціонального повстання проти комуністичного уряду УНР. Шинкович був обраний до складу революційного комітету Асоціації угорського театру і кіно.
Після придушення повстання, йому на півтора року заборонили займатися театральною діяльністю і звільнили з Національного театру. У 1958-1963 він працював в театрі Йожефа Аттіли. У 1963 знову повернувся в колектив Національного театру, і протягом довгих років був одним із солістів цього театру. Грав різноманітні ролі: від комічних до трагічних в п'єсах класиків світової та угорської драматургії (Есхіла, Шекспіра, Лопе де Вега, Чехова, Горького, Гюго, Дюма, Шоу).
Зніматися в кіно почав в 1951. Грав ролі в 129 фільмах.

## Фільмографія
- 1951 — На всіх парах / Teljes gözzel — Шандор Шабо
- 1951 — Буря / Vihar — Елек
- 1952 — Повстало море / Föltámadott a tenger
- 1952 — Еркель / Erkel
- 1953 — День гніву / A harag napja
- 1953 — З юним серцем / Ifjú szívvel — Патакі
- 1953 — Лейтенант Ракоші / Rákóczi hadnagya — француз
- 1954 — Знак життя / Életjel — Борса
- 1955 — Особлива прикмета / Különös ismertetöjel
- 1956 — Прірва / Szakadék — Іштван Наги
- 1956 — Гірка правда / Keserü igazság — Бувеч
- 1956 — Чудовий нападник / A csodacsatár — репортер
- 1957 — Легенда міської околиці / Külvárosi legenda — Бенко
- 1960 — По газонах ходити дозволяється / Füre lépni szabad — Геза Тирпак
- 1960 — Дорога випробувань / Próbaút — Янош Ветро
- 1961 — Альба Регія / Alba Regia — офіцер гестапо
- 1961 — Четверо за течією / Négyen az árban
- 1961 — Поки не настане завтра / Amíg holnap lesz — Міхай
- 1961 — Вони вбили дівчинку / Megöltek egy lányt
- 1961 — Ліхтар помічник пекаря / A pékinas lámpása
- 1962 — Розповіді в поїзді / Legenda a vonaton — Карло
- 1962 — Остання вечеря / Az utolsó vacsora
- 1963 — Осіння божа зірка / Isten öszi csillaga — Паттонаі
- 1963 — Ми живемо кожен день / Mindennap élünk — Фері Чирок
- 1963 — Діалог / Párbeszéd — Ласло Хорват
- 1963 — Фото Габера / Fotó Háber
- 1963 — Два тайми в пеклі / Két félidö a pokolban
- 1964 — Фальшивомонетник / A pénzcsináló
- 1964 — Шкода бензину / Kár a benzinért
- 1964 — Пора мрій / Álmodozások kora
- 1964 — Одного разу двадцять років потому / Ha egyszer húsz év múlva
- 1964 — Наперекір долі / Új Gilgames
- 1964 — Заповіт мільйонера
- 1965 — Молодший сержант і інші / A tizedes meg a többiek — Ференц Молнар
- 1966 — Золотий дракон / Aranysárkány — Атілла Бахо
- 1966 — Доктор Смерть / Az orvos halála — таксист
- 1966 — І тоді цей тип … / És akkor a pasas
- 1967 — Три ночі кохання / Egy szerelem három éjszakája — Гаспар
- 1967 — Вдова і капітан / Az özvegy és a százados — капітан
- 1968 — Зірки Еґера — Іштван Добо
- 1968 — Лицарі «Золотої рукавички» (міні-серіал) / Az aranykesztyü lovagjai — Гаррісон, окружний прокурор
- 1969 — Подорож навколо мого черепа / Utazás a koponyám körül — працівник цирку
- 1969 — Професор злочинного світу / Az alvilág professzora — Зелко
- 1970 — Ференц Ліст. Мрії любові — Ференц Ліст (роль озвучив — Андрій Попов)
- 1971 — Вілла на Лідо / Villa a Lidón
- 1971 — Агов, Крихітко! / Hahó, Öcsi! — сміттяр
- 1974 — Яд в склянці / Illatos út a semmibe
- 1980 — Німа папка / A Néma dosszié
- 1996 — Підкорення / Honfoglalás